# Dispositivo di comando a due mani

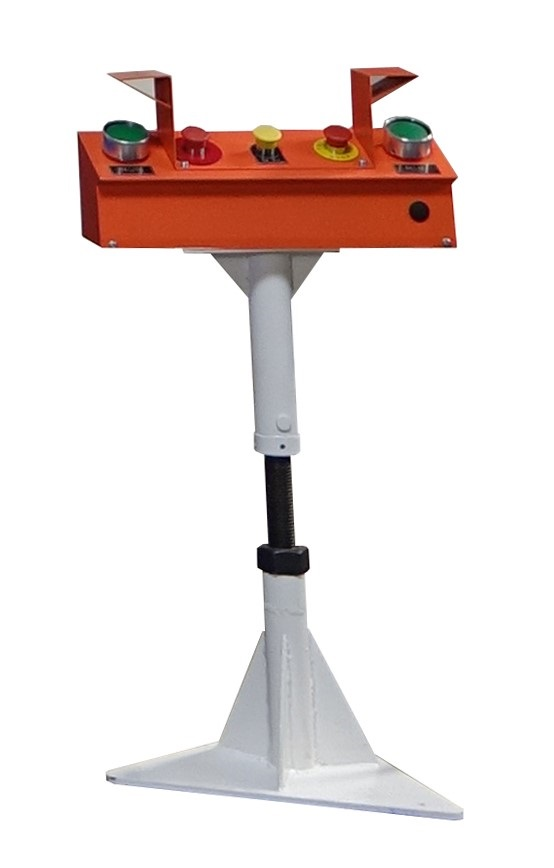
Esempio di dispositivo di comando a due mani

Un dispositivo di comando a due mani (o THCD, dall'inglese two-hand control device) è un particolare dispositivo di protezione utilizzato per garantire la sicurezza degli operatori di macchinari, che ha la funzione (se utilizzato e posizionato in maniera corretta) di mantenere le mani dell'operatore lontane dalle zone pericolose della macchina, come ad esempio organi in movimento.

## Descrizione e funzionamento
Un dispositivo di comando a due mani è costituito da due azionamenti manuali (pulsanti), che producono un segnale attraverso una coppia di attuatori (uno per ciascun pulsante). La coppia di segnali generati dalla pressione dei pulsanti sono convertiti attraverso una coppia di convertitori di segnale e quindi letti da un elaboratore di segnale, che fornisce un unico segnale in uscita.
Per azionare il dispositivo di comando a due mani, l'operatore deve tenere premuti simultaneamente i due pulsanti. Fintanto che i pulsanti sono premuti simultaneamente, la macchina avvia e mantiene le sue funzioni pericolose. Quando invece anche un solo pulsante è rilasciato, la macchina blocca automaticamente tali funzioni pericolose. Prima di potere riattivare tali funzioni pericolose, entrambi i pulsanti devono essere rilasciati, determinando così la reinizializzazione del segnale di uscita. Se invece un pulsante resta premuto e poi si preme nuovamente anche l'altro pulsante, le funzioni pericolose non sono riattivate. In questa maniera entrambe le mani dell'operatore sono sempre mantenute nella zona sicura, sopra i pulsanti del dispositivo di comando a due mani.

## Tipi
Esistono due tipi di azionamento dei dispositivi di comando a due mani:
- Azionamento simultaneo: l'attivazione del dispositivo avviene dopo che risultano premuti entrambi i pulsanti, a prescindere dal lasso di tempo che separa la pressione del primo pulsante e la pressione del secondo pulsante.[3]
- Azionamento sincrono: l'attivazione del dispositivo avviene dopo che risultano premuti entrambi i pulsanti, ma solo se il lasso di tempo tra la pressione del primo pulsante e la pressione del secondo pulsante è minore o uguale di 0,5 secondi.[3]

Esistono anche dispositivi di comando a due mani riposizionabili: in tal caso bisogna mantenere la distanza di sicurezza tra il dispositivo e la zona pericolosa della macchina. Un modo per fare ciò è l'utilizzo di un dispositivo di comando a due mani con anello distanziale.
Dispositivi simili ai dispositivi di comando a due mani sono gli interruttori di sicurezza a pedale, che vengono azionati dai piedi anziché dalle mani, permettendo così una certa libertà di movimento degli arti superiori (ad esempio per potere gestire le funzioni della macchina tramite il pannello operatore oppure per azionare un comando di emergenza).

## Applicazioni

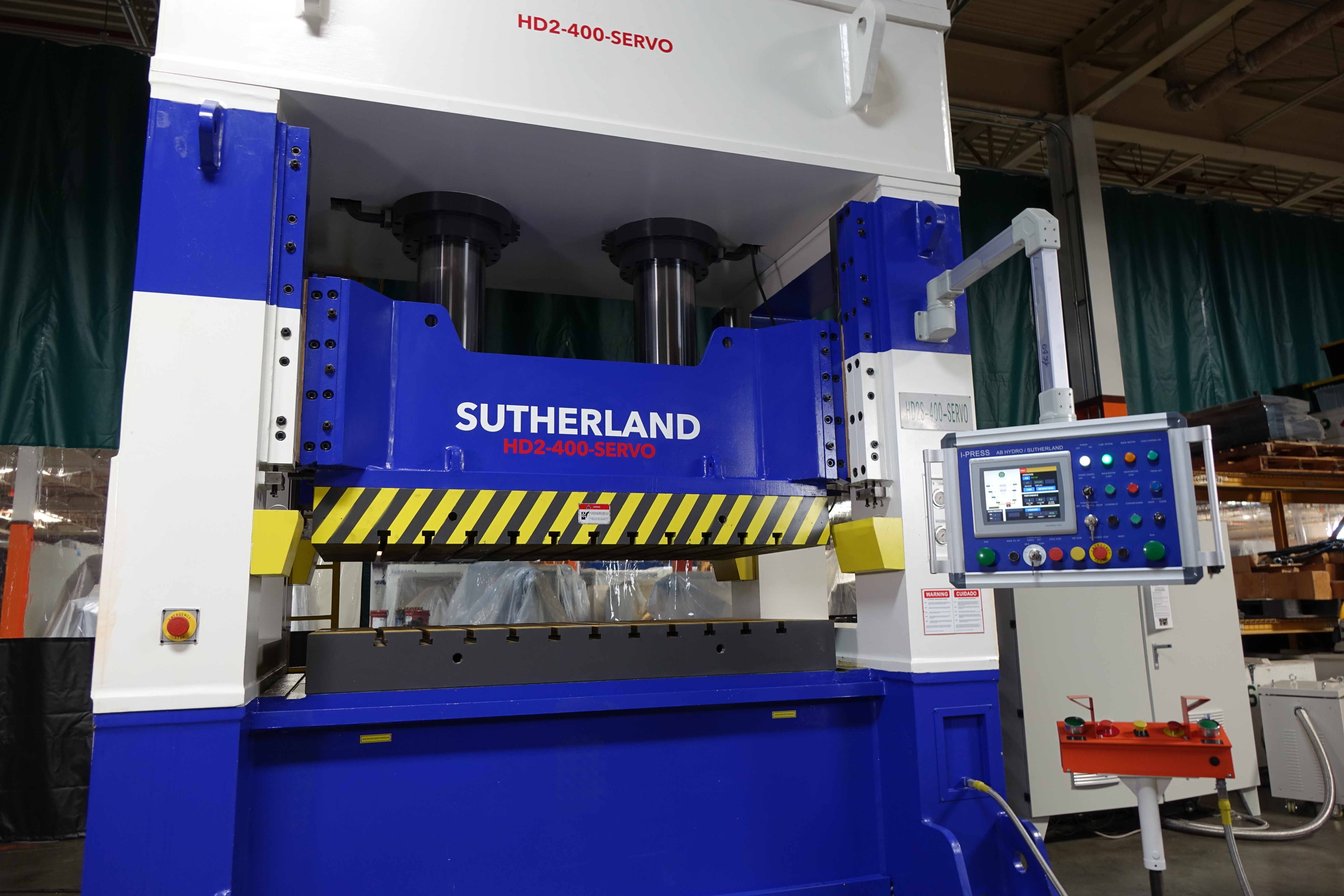
Pressa idraulica con dispositivo di comando a due mani (posizionato in basso a destra, sotto al pannello operatore)

Esempi di applicazione dei dispositivi di comando a due mani sono macchine utensili (ad esempio presse idrauliche e presse meccaniche) nelle quali l'accesso alla parte pericolosa della macchina da parte dell'operatore è necessaria solo per alcune operazioni da svolgere a macchina ferma, come il carico e lo scarico dei pezzi oppure il montaggio, lo smontaggio, la messa a punto e la regolazione dell'utensile o dello stampo.

## Normativa e standard
Ai dispositivi di comando a due mani si applica la norma ISO 13851 Safety of machinery - Two-hand control devices - Principles for design and selection, recepita nell'Unione europea dalla norma EN ISO 13851 e in Italia dalla norma UNI EN ISO 13851 Sicurezza del macchinario - Dispositivi di comando a due mani - Principi per la progettazione e la scelta, che ha sostituito la norma UNI EN 574 Sicurezza del macchinario - Dispositivi di comando a due mani - Aspetti funzionali - Principi per la progettazione
La norma ISO 13851 indica i requisiti che devono essere rispettati nella progettazione e nella scelta dei dispositivi di comando a due mani, che includono anche le seguenti prove che devono essere svolte sui dispositivi:
- prova di misurazione per la prevenzione della disattivazione mediante l'utilizzo di una mano
- prova di misurazione per la prevenzione della disattivazione utilizzando mano e gomito dello stesso braccio
- prova di misurazione per la prevenzione della disattivazione utilizzando avambracci e gomiti
- prova di misurazione per la prevenzione della disattivazione utilizzando la mano e altre parti del corpo.

Nell'Unione Europea, l'applicazione volontaria della norma ISO 13851 soddisfa automaticamente alcuni requisiti essenziali di sicurezza del Regolamento macchine, che abroga la Direttiva macchine a decorrere dal 14 gennaio 2027.